# 劉摯
劉 摯（りゅう し、天聖8年（1030年）- 紹聖4年12月3日（1098年1月8日））は、北宋後期の政治家。字は莘老。諡は忠粛。永静軍東光県の人であるが、当人は鄆州を根拠地としていたとみられる。司馬光没後に旧法党の中心人物の一人となる。

## 経歴
前漢の宣帝の末裔と伝えられている。劉摯まで10代にわたって東光県を居住としていた。9歳の時に母を、翌年には父の劉居正を亡くし、母方の実家のある鄆州で成長した。後に両親らの墓を鄆州郊外に移しており、劉摯自身は鄆州人としての意識が強かったと思われる。
嘉祐4年（1059年）に進士甲科に及第し、南宮県令として治績を上げ韓琦や王安石から高く評価される。だが、神宗時期に王安石が新法を行うと、募役法・青苗法・均輸法を批難する意見書を次々に出して王安石を糾弾したため、左遷された。元豊元年（1078年）に許されて開封に戻るが、依然として新法に批判的な態度を取った。
元豊8年（1085年）に神宗が崩御して哲宗が即位し、祖母の宣仁太后が垂簾政治を行い司馬光・呂公著が宰相に任じられると、彼らの推挙を受けて9月に侍御史に任じられた。侍御史に任じられた劉摯は神宗期に御史台・諌官などの言官（台諫）を支配していた御史中丞の黄履とその派閥を攻撃し、元祐元年（1086年）2月には黄履に代わって御史中丞に任じられた。御史中丞に任じられた劉摯は、朱光庭・王巌叟・蘇轍とともに必ずしも新法廃止後の見通しを抱いていなかった司馬光を促して新法廃止を断行させ、蔡確・章惇・韓縝・呂嘉問・曾布ら新法派の糾弾・追放を推進した。だが、後者の動きが余りにも過激で、宰相が追放を免じた人物に対しても度々糾弾を行ったために宣仁太后や宰相も憂慮し、6月には過度の糾弾を戒める詔が出されるが、9月に司馬光が没すると、11月に尚書右丞に転じた。一方、宰執と言官の対立は収まらず、遂に元祐2年（1087年）5月には宣仁太后と呂公著によって言官の入替が断行された。既に言官を離れていた劉摯は巻き込まれなかったものの、その際に左遷された者の復帰を求める推挙を行っている。
劉摯は元祐2年5月の人事異動で尚書左丞、元祐3年（1088年）4月には中書侍郎、元祐4年（1089年）11月には門下侍郎と昇進を重ねた。宰相の1人である尚書右僕射兼中書侍郎は同年6月に范純仁（范仲淹の次男）が司馬光直系の右正言劉安世の攻撃を受けて左遷されて以来、空位であったため劉摯が単独宰相であった尚書左僕射兼門下侍郎であった呂大防に次ぐ地位に立つことになった。
だが、元祐5年（1090年）4月に起きた新法派とみられていた鄧温伯の昇進人事を巡り、呂大防と劉安世ら言官が対立し、更に別の案件で呂大防と意見の対立をしていた劉摯が劉安世を支持したことから、劉摯と劉安世ら言官が朋党を組んでいるとする批判が高まった。一方で劉安世の失脚後の6月に宣仁太后の意向を受けた呂大防と劉摯が新法党の一部復帰を認める案を提示すると、新法党は小人であるため朝廷から放逐すべきであるとする蘇轍・王巌叟ら言官がこれを批判して撤回を余儀なくされる。元祐6年（1091年）2月には尚書右僕射兼中書侍郎に任じられて宰相の1人となるが、新法党の巻き返しと旧法党が占める言官双方の圧迫に悩まされ辞任を願うようになる、だが、11月には侍御史楊畏らの弾劾によって鄆州知州に左遷された。理由として「劉摯と言官の結託」が理由として出されたことから、旧法党言官攻撃の意図を察した劉安世・朱光庭・王巌叟らが劉摯擁護の上奏を行うが、却って結託の証拠とされて左遷された。これについて『続資治通鑑長編』には、楊畏が新法党の章惇に対して、「蘇轍と呂大防の勢いをもって劉摯と梁燾（尚書左丞、劉摯の友人）を逐う」ことを提案したと記されている（元祐8年6月戊午条所引）。ただし、これは劉摯の失脚の結果利益を受けたのが蘇轍と呂大防であったという結果に由来するもので、『続資治通鑑長編』著者の李燾もこの話には懐疑的な姿勢を示している。
その後、紹聖元年（1094年）、宣仁太后の崩御とともに復権していた新法党が旧法党の排斥を求め、7月に劉摯らに左遷の命が下され、3年後には鼎州団練副使・新州安置に任じられ、新州への事実上の配流処分とされ、同年12月3日同地にて68歳で死去する。朝廷には翌元符元年（1098年）に入ってから知らせが届くが、当時発生していた旧法党弾圧事件（同文館の獄）に関連して2月19日になって劉摯の帰葬の禁止と家属の英州への配流を命じる詔が出されている。
後に旧法党が復権すると忠粛の諡号が贈られた。